# Virgen de Valme
La Virgen de Valme es una imagen mariana venerada en la Iglesia Parroquial de Santa María Magdalena (Dos Hermanas Sevilla) y es considerada como la mayor devoción de la ciudad.
Es la única imagen de la ciudad coronada canónicamente el 23 de junio de 1973 y posee el título de Protectora de la ciudad y Patrona del Ayuntamiento. 
La Romería de Valme realizada en su honor es una de las más importantes de Andalucía siendo considerada una de las más concurridas y populares tras las romerías del Rocío y la de Nuestra Señora de la Cabeza. 
La primera romería está datada en 1894, siendo un acto de acción de gracias a la Virgen por la buena cosecha. Los promotores de tal romería son Lamarque de Novoa y los Duques de Monstpensier, estos últimos fueron los responsables de la reconstrucción de la ermita. Aunque la imagen actualmente se venera en la Capilla Sacramental de la Iglesia Parroquial de Santa María Magdalena de Dos Hermanas.
En 1954 tras la celebración de un cabildo en el Excelentísimo Ayuntamiento de Dos Hermanas, se aprobó el nombramiento de la Virgen de Valme como patrona de la corporación, también se tiene constancia de la aparición de documentos de petición de un co-patronazgo del pueblo.
En las vísperas de la Romería de 2022, fue nombrada Bien de Interés Cultural (BIC). También la Santa Sede nombró el año 2023, como año jubilar en honor a Santa María de Valme, por el cincuentenario de la coronación canónica de la Virgen el 23 de junio de 1973.

## Historia
Para hablar de la Virgen de Valme debemos remontarnos, según una antigua tradición, al año 1248, fecha en la que el rey Fernando III conquista Sevilla. Tal y como recogen algunos autores en sus obras - entre otros, Diego Ortiz de Zúñiga y Fernán Caballero (Cecilia Böhl de Faber)- cuando el Santo Rey comprobó la dificultad de tomar la capital hispalense y el abatimiento de sus tropas invocó, en el Cerro de Cuartos, a una Imagen de la Virgen que llevaba consigo: "¡Váleme, Señora, que si te dignas hacerlo, en este lugar te labraré una capilla, en la que a tus pies depositaré como ofrenda, el pendón que a los enemigos de España y de nuestra Santa Fe conquiste!". La leyenda añade que, entonces, ordenó al maestre Pelay Pérez Correa que clavara su espada en el suelo, brotando al momento un manantial - la "Fuente del Rey" - que sirvió para calmar la sed de los soldados. 
Una vez conquistada Sevilla, el monarca cumplió su promesa y construyó una Ermita en el lugar mencionado; en esta colocó la Imagen a la que invocó -sedente y que representa a Santa María con su Hijo sentado en el lado izquierdo, que bendice con la mano derecha y porta un pajarillo en la izquierda respondiendo al modelo de Virgen en Majestad o Trono de Dios- y la llamó Valme en recuerdo de su súplica. A sus pies colocó el pendón arrebatado a los musulmanes. La Ermita se convirtió pronto en lugar de peregrinaje para campesinos y aldeanos de las zonas más cercanas; sin embargo no hay constancia hasta el siglo XVII de la existencia de una hermandad, establecida en la Capilla para rendir culto a María. En aquella época la fiesta de la Virgen se celebraba el segundo día de Pascua de Pentecostés y hasta allí se trasladaban habitantes de toda la comarca. Pero la devoción a María de Valme arraigó en el pueblo de Dos Hermanas, lugar al que pertenecía el Cortijo de Cuartos. Así, la Imagen se llevaba en procesión de rogativas hasta la Iglesia del pueblo para implorar auxilio divino si ocurría alguna catástrofe. 
Sin lugar a dudas, el siglo XIX fue el más decisivo para la historia de la Virgen de Valme. En 1800 la Imagen fue trasladada a la parroquia debido a una epidemia de fiebre amarilla. Allí quedó expuesta a la veneración de los fieles de forma estable. Este hecho provocó el abandono de la antigua ermita.
- Datos: Q9094360